# イーレク・ムラ

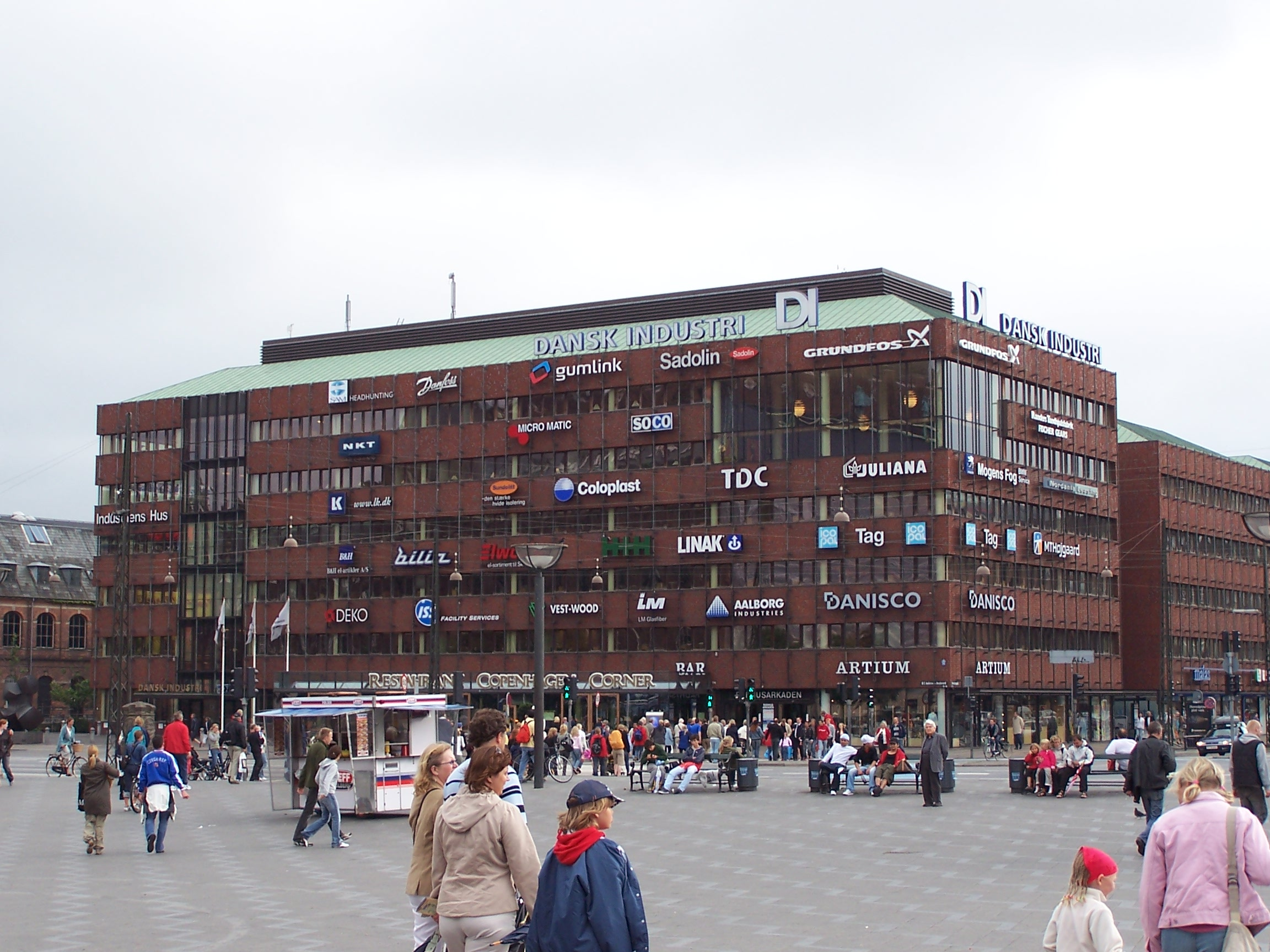
代表作の一つ、デンマーク産業連盟ビル

スヴェン・イーレク・ムラ（デンマーク語: Svend Erik Møller 1909年11月7日オーフス - 2002年3月24日）は、デンマークの建築家。
代表作はデンマークの文化大砲（Kulturkanonen）に選出されているアーネ・ヤコブセンとの共同作業で設計したオーフス市庁舎、コペンハーゲンの市庁舎前広場のデンマーク産業連盟ビル（Industriens Hus）。

## 経歴
医師の一家に生まれ、1928年オアドロプのギムナジウムを卒業し、コペンハーゲンのデンマーク王立芸術アカデミー建築学部に入学、1935年卒業。
1930年代末にはアーネ・ヤコブセンの設計事務所に勤務し、1940年にはエガスベア賞を受賞。1952年から1954年までデンマーク建築家連合の会長を務めた。1975年、トレー賞を受賞している。

## 作品
- オーフス市庁舎（1937年 - 1944年、アーネ・ヤコブセンとの共同作業）
- ニュボー図書館（1938年 - 1940年、フレミング・ラスン（英語版）との共同作業。エガスベア賞）
- アーベント教会（デンマーク語版）（1942年 - 1944年）
- ベラ・センター（1965年、1975年移築）
- デンマーク産業連盟ビル（英語版）（1977年 - 1978年）

### 改築、移築
- アイクトヴィズ倉庫（デンマーク語版）（1982年）
- デンマーク建築センター（英語版）（1985年）

### 著書
- Med blyant og pensel（1988年）
- Bogen om Aarhus Raadhus（1991年）